# Louise Simonson
Mary Louise Simonson, geborene Mary Louise Alexander, vormals Louise Jones (* 26. September 1946 in Atlanta, Georgia) ist eine US-amerikanische Comicautorin und Redakteurin.

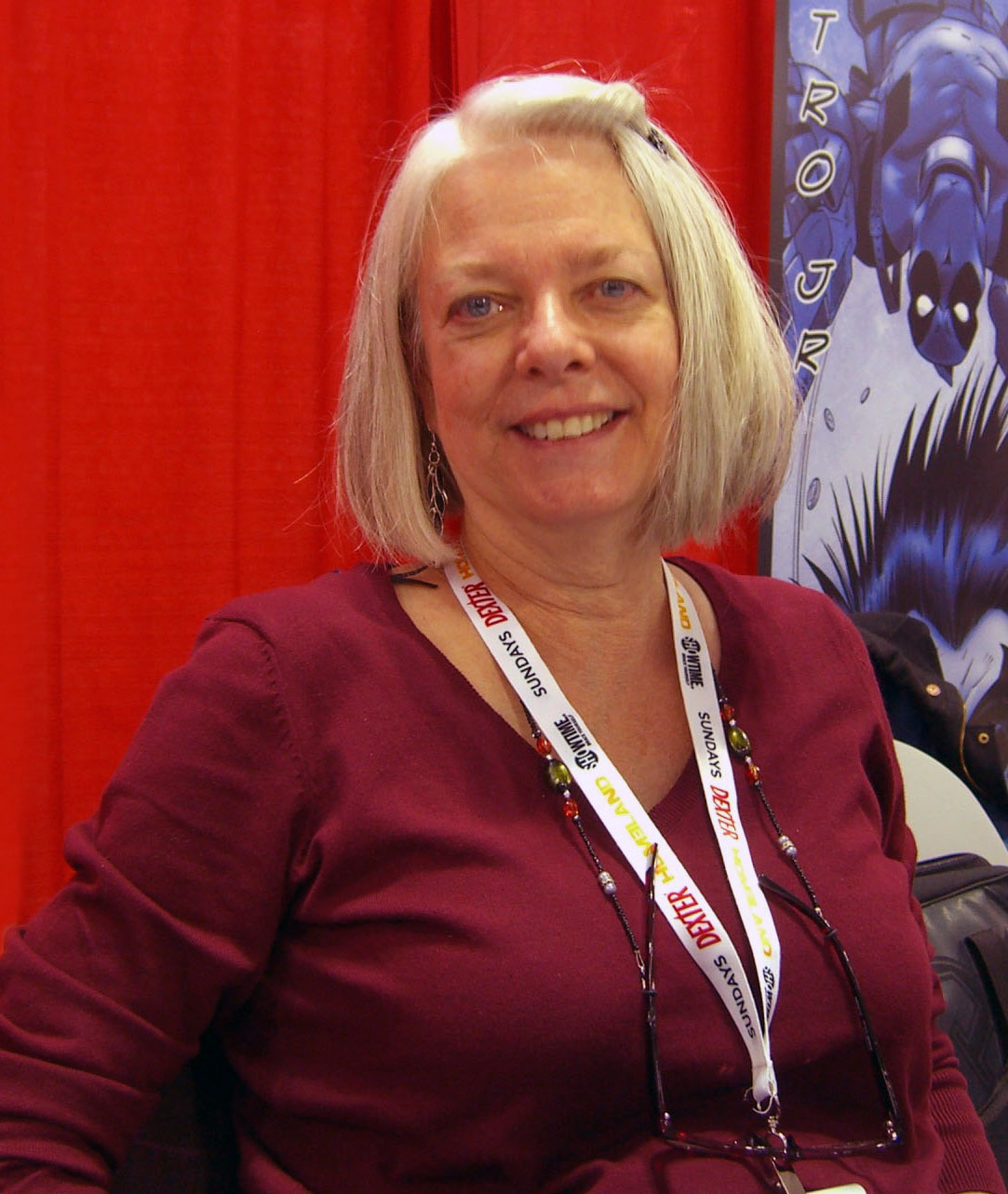
Louise Simonson (2012)

## Leben
Simonson wurde als Mary Louise Alexander geboren. Den Namen Simonson nahm sie nach ihrer Heirat mit dem Autor Walter „Walt“ Simonson an, nachdem sie zwischenzeitlich – während ihrer Ehe mit dem Künstler Jeff Jones – Louise Jones geheißen hatte.
Simonson kam in die Comicbranche, als sie 1971 dem Zeichner Bernie Wrightson für eine Figur auf dem Titelbild des Comicheftes House of Secrets #92 Modell stand. Besagtes Heft wurde später insbesondere berühmt als das Comicheft mit der ersten Geschichte um die bekannte Horrorgestalt des Swamp Things, des Ding aus den Sümpfen.
1974 begann Simonson als Redakteurin für den Verlag Warren Publishing zu arbeiten für den sie Reihen wie Creepy, Eerie und Vampirella betreute, bevor sie den Verlag 1979 verließ und 1980 begann für Marvel Comics zu arbeiten. Im gleichen Jahr heiratete sie den Autoren Walt Simonson, den sie 1973 kennengelernt hatte.
Bei Marvel betreute sie knapp vier Jahre lang die Erfolgsserie Uncanny X-Men (#137–182) und die X-Men-Spin-off-Reihe The New Mutants als Editorin, bevor sie unter ihrem Ehenamen, Simonson, als Autorin zu arbeiten begann. Außerdem wurde sie gelegentlich auch als Coloristin tätig so für den von ihrem Ehemann verfassten Comicroman Star Slammers, der 1983 erschien.
1984 schuf Simonson gemeinsam mit dem Zeichner June Brigman die Serie Power Pack die von vier mit Superkräften begabten Kindern handelt und die sowohl kommerziell als auch bei den Kritikern ein Erfolg wurde. Simonson blieb er Serie knapp vier Jahre treu. 1986, noch während der Arbeit an Power Pack begann sie die Serie X-Factor zu verfassen, an der sie bis 1991 arbeitete und für die sie 58 Ausgaben schrieb (die Ausgaben #6–64). Als Zeichner wurden ihr Künstler wie Jackson Guice, Jon Bogdanove oder ihr Ehemann Walt Simonson zur Seite gestellt. Für die Serie schuf sie die Figuren des Archangel, einem nicht zuletzt durch den X-Men-Kinofilm zu großer Popularität gelangten Superhelden, sowie Apocalypse, einen der beliebtesten Gegner der X-Men.
1991 begann Simonson die – eigens für sie geschaffene – Serie Superman: Man of Steel zu verfassen, die neben den Reihen Superman, Superman in Action Comics und Adventures of Superman bereits die vierte monatliche Reihe mit den Abenteuern des ältesten und bekanntesten aller Superhelden war, und der sie bis 1998/1999, bis zur Ausgabe #86 treu blieb. Als Zeichner wurde ihr der impressionistische Künstler Jon Bogdanove zur Seite gestellt. Gemeinsam schufen beide eine Reihe neuer Gegenspieler und Nebenfiguren für den auch als „Mann aus Stahl“ bekannten Superhelden. So etwa den nuklearverstrahlten Atomic Skull, den quirligen Dieb Riot, den diabolischen Cerberus oder den bärenstarken Koloss Armstrong auf Seite der Gegenspieler und den Waisenjungen Keith oder die pfiffige Technikerin Natasha Irons auf Seite der Nebenfiguren.
In Ausgabe #19 der Man of Steel-Serie kreierten Simonson und Bogdanove zudem die Figur des hammerschwingenden afroamerikanischen Superhelden Steel, der so populär wurde, dass ihm eine von 1994 bis 1998 laufende eigene Comicserie gewidmet wurde, deren erste drei Jahrgänge (bis Ausgabe #31) Simonson ebenfalls verfasste. Außerdem produzierte Warner Brothers einen Kinofilm der auf Simonsons Steel-Idee basierte: Trotz einiger inhaltlicher Variationen, jedoch unter Beibehaltung des Titels Steel adaptierte der Film, in dem der Basketballspieler Shaquille O’Neal die Hauptrolle spielte, Simonsons Idee für die Kinoleinwand.
1999 kehrte Simonson als Autorin der Serie Warlock und der Miniserie Galactus the Devourer zu Marvel zurück.
2002 und 2003 schrieb Simonson zwei auf der Zeichentrickserie Justice League basierende Bücher, Wonder Woman und Wild at Heart die bei Bantam Books erschienen. Für den verlag ibooks verfasste sie zur selben Zeit einige Geschichten für die Reihe Magnus – Robot Fighter.